# Francesca Di Lorenzo
Francesca Di Lorenzo [franˈtʃɛska di loˈrentso] (* 22. Juli 1997 in Pittsburgh) ist eine US-amerikanische Tennisspielerin.

## Karriere
Di Lorenzo begann mit sieben Jahren mit dem Tennissport und spielt am liebsten auf Sandplätzen. Sie spielt vor allem Turniere der ITF Women’s World Tennis Tour, wo sie bislang vier Turniere im Einzel und vier im Doppel gewonnen hat.
Im Juniorinneneinzel der US Open 2014 erreichte sie die zweite Runde. Im Jahr 2015 erreichte sie bei den US Open im Juniorinneneinzel das Halbfinale.
Als Collegespielerin spielte sie 2014 bis 2017 für die Ohio State University. Sie gewann den Einzeltitel der ITA National Intercollegiate Indoor Championships zweimal in Folge: in der College-Tennis-Saison 2015/16 im Jahre 2015 und 2016 in der College-Tennis-Saison 2016/17. Im selben Jahr wurde sie zu den parallel zu den US Open stattfindenden American Collegiate Invitational 2016 eingeladen, wo sie aber bereits in der ersten Runde scheiterte. Bei den NCAA Division I Tennis Championships 2017 gewann sie mit ihrer Partnerin Miho Kowase den Titel im Doppel.
2017 gewann sie das American Collegiate Invitational 2017 im Dameneinzel gegen ihre Landsfrau Ingrid Neel mit 4:6, 6:4 und 6:4. Im selben Jahr erhielt sie eine Wildcard für die Qualifikation zu den US Open 2017 im Dameneinzel, wo sie gegen Nicole Gibbs mit 6:70 und 5:7 verlor. Im Damendoppel erhielt sie zusammen mit ihrer Partnerin Allie Kiick ebenfalls eine Wildcard für das Hauptfeld, wo sie denkbar knapp in der ersten Runde am japanischen Doppel Eri Hozumi und Miyu Katō mit 6:75 und 6:74 scheiterten.

## Turniersiege

### Einzel
| Nr. | Datum            | Turnier       | Kategorie   | Belag             | Finalgegnerin    | Ergebnis       |
| --- | ---------------- | ------------- | ----------- | ----------------- | ---------------- | -------------- |
| 1.  | 2. August 2015   | Austin        | ITF $10.000 | Hartplatz         | Lauren Herring   | 4:6, 7:62, 6:2 |
| 2.  | 17. Juli 2016    | Winnipeg      | ITF $25.000 | Hartplatz         | Erin Routliffe   | 6:4, 6:1       |
| 3.  | 28. Januar 2018  | Wesley Chapel | ITF $25.000 | Sand              | Whitney Osuigwe  | 6:2, 1:6, 6:4  |
| 4.  | 3. November 2019 | Toronto       | ITF W60     | Hartplatz (Halle) | Kirsten Flipkens | 7:63, 6:4      |

### Doppel
| Nr. | Datum           | Turnier       | Kategorie   | Belag     | Partnerin       | Finalgegnerinnen                                   | Ergebnis         |
| --- | --------------- | ------------- | ----------- | --------- | --------------- | -------------------------------------------------- | ---------------- |
| 1.  | 17. Juli 2016   | Winnipeg      | ITF $25.000 | Hartplatz | Ronit Yurovsky  | Marie-Alexandre Leduc Charlotte Robillard-Millette | 1:6, 7:5, [10:6] |
| 2.  | 18. Mai 2018    | Saint-Gaudens | ITF $60.000 | Sand      | Naiktha Bains   | Manon Arcangioli Shérazad Reix                     | 6:4, 1:6, [11:9] |
| 3.  | 21. Januar 2023 | Vero Beach    | ITF W60     | Sand      | Makenna Jones   | Quinn Gleason Elixane Lechemia                     | 4:6, 6:3, [10:3] |
| 4.  | 4. März 2023    | Arcadia       | ITF W60     | Hartplatz | Christina Rosca | Rina Saigō Yukina Saigō                            | 6:1, 6:1         |

## Abschneiden bei Grand-Slam-Turnieren

### Dameneinzel
| Turnier         | 2016 | 2017 | 2018 | 2019 | 2020 | 2021 | 2022 | Karriere |
| --------------- | ---- | ---- | ---- | ---- | ---- | ---- | ---- | -------- |
| Australian Open | —    | —    | —    | —    | Q2   | Q1   | Q2   | —        |
| French Open     | —    | —    | Q2   | Q2   | Q2   | Q2   | Q1   | —        |
| Wimbledon       | —    | —    | Q1   | Q2   |      | Q1   | Q1   | —        |
| US Open         | Q1   | Q1   | 2    | 2    | 1    | Q2   | —    | 2        |

Zeichenerklärung: S = Turniersieg; F, HF, VF, AF = Einzug ins Finale / Halbfinale / Viertelfinale / Achtelfinale; 1, 2, 3 = Ausscheiden in der 1. / 2. / 3. Hauptrunde; Q1, Q2, Q3 = Ausscheiden in der 1. / 2. / 3. Qualifikationsrunde; nicht ausgetragen

### Juniorinneneinzel
| Turnier         | 2014 | 2015 | Karriere |
| --------------- | ---- | ---- | -------- |
| Australian Open | —    | —    | —        |
| French Open     | —    | 1    | 1        |
| Wimbledon       | —    | 1    | 1        |
| US Open         | 2    | HF   | HF       |

### Juniorinnendoppel
| Turnier         | 2015 | Karriere |
| --------------- | ---- | -------- |
| Australian Open | —    | —        |
| French Open     | VF   | VF       |
| Wimbledon       | AF   | AF       |
| US Open         | HF   | HF       |

## Persönliches
Di Lorenzo spricht fließend Italienisch. Als Kind spielte sie sowohl Fußball als auch Tennis.

## Auszeichnung
In der Saison 2016/17 wurde sie von der Ohio State University als Spielerin des Jahres geehrt.